# The Bank Job
 The Bank Job és una pel·lícula britànica de Roger Donaldson estrenada el 2008.
La pel·lícula és una temptativa de documentar un robatori que va tenir lloc a Londres el 1971, « Baker Street robbery », del qual els diners i els objectes preciosos robats mai no han estat trobats. Els productors afirmen que el govern Britànic va publicar una D-notice (ordre que impedeix als mitjans de comunicació publicar certes informacions) amb el probable objectiu de preservar la reputació d'un membre de la família reial britànica, segons la pel·lícula, la princesa Margarita. Per contra, la pel·lícula conté diversos elements de ficció i és doncs difícil distingir el que és verdader de la resta.

## Argument
Londres, al començament dels anys 1970. Terry Leather és un brètol sense envergadura que s'ha conformat amb robatoris de cotxes i amb petites maquinacions. És casat i pare de família. Un dia, una de les seves amigues, Martine, li proposa un robatori amb efracció en un banc de la ciutat. Per a Terry, es tracta de la sort de la seva vida.
L'aposta: buidar la sala dels cofres on es troben diners i joies, passant per un túnel cavats des d'un comerç veí, després compartir el botí.
Martine no ha proposat el gir de manera única per als diners. Recentment, a la seva tornada de Marrakech, ha estat detinguda per a possessió de droga i li han proposat un arranjament: evitar la presó i a canvi recuperar fotos comprometedores en relació amb un personatge de la família reial, preses pel polèmic activista dels drets civils Michael Abdul Malik, una mena de Malcolm X, d'aquí el seu nou nom Michael X, per tal d'enviar-los a una persona propera al govern.
- El rodatge ha tingut lloc de gener a març del 2007 a Londres, Melbourne i a Sardenya

## Repartiment
- Jason Statham: Terry Leather
- Saffron Burrows: Martine Love
- David Suchet: Lew Vogel
- Stephen Campbell Moore: Kevin Swain
- Daniel Mays: Dave Shilling
- James Faulkner: Guy Arthur Singer
- Michael Jibson: Eddie Burton
- Peter De Jersey: Michael Abdul Malik, anomenat Michael X
- Peter Bowles: Milles Urquhart
- Richard Lintern: Tim Everett
- Georgia Taylor: Ingrid Burton
- Craig Fairbrass: Nick Barton
- Colin Salmon: Hakim Jamal
- Alki David: Bambas
- Keeley Hawes: Wendy Leather
- Hattie Morahan: Gale Benson